# 汴郡
汴郡，中国南北朝时设置的郡。
南朝梁大通元年（527年）侨置汴郡，属汴州，治所在汴城（即下蔡县，今安徽省凤台县、淮南市西北）。辖境相当今安徽省凤台县地。太清三年（549年）被东魏占领，隶谯州。领二县：萧县、颍川县。253户，829口。北齐废汴郡。